# 克勒茨爾米爾巴赫河

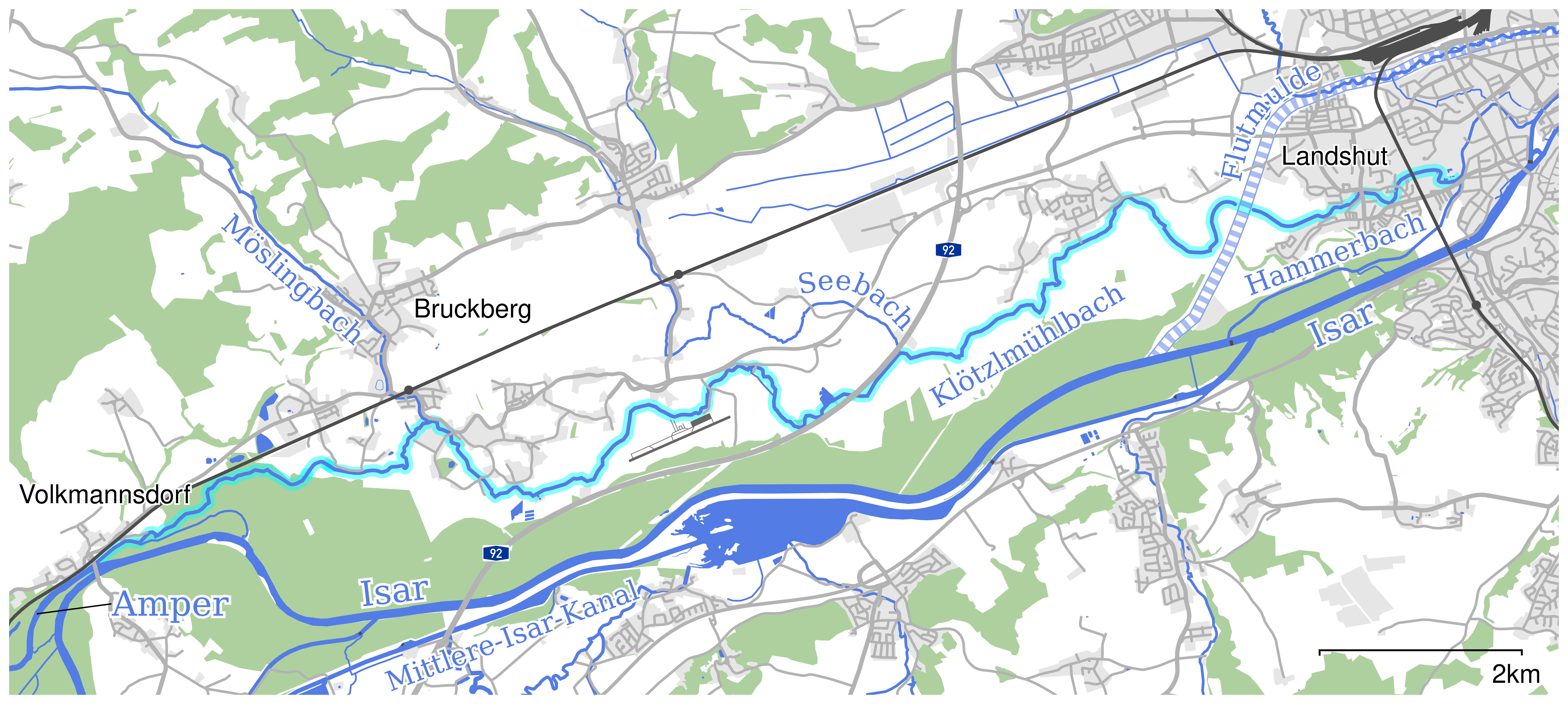

48°32′05″N 12°08′20″E / 48.53479°N 12.13882°E
克勒茨爾米爾巴赫河（德語：Klötzlmühlbach），是德國境內的河流，位於該國東南部，由巴伐利亞負責管轄，屬於伊薩爾河的支流，河道全長19公里，流域面積54.3平方公里，河口處在蘭茨胡特。